# Денисов Дмитро Миколайович
Дмитро́ Микола́йович Дени́сов (нар. 18 серпня 1973 — 29 серпня 2014) — майор Збройних сил України учасник російсько-української війни.

## Короткий життєпис
Народився 1973 року в місті Привілля (Луганська область). Випускник Харківського інституту танкових військ. Начальник штабу батальйону, 93-тя окрема механізована бригада.
Загинув 29 серпня 2014-го під час виходу з Іловайського котла «зеленим коридором» на дорозі з села Побєда до Новокатеринівки.
Загинув разом зі значною частиною бійців 93-ї механізованої бригади, які станом на січень 2017 року не були ідентифіковані. За свідченням механіка-водія БМП-319, де були також Роман Баранов, Гавриіл Зелінський, Василь Логвиненко, Ігор Троценко, майор Денисов їхав поруч з ним та, коли почався обстріл, повідомив, що не здасться живим. Коли підбили БМП, зазнав поранення в шию. Механік-водій витягнув Дмитра з палаючої машини та під щільним вогнем тягнув його по дорозі, майор наказав облишити це.
За свідченнями інших очевидців, по тому майор Денисов був поранений у ноги, та ліг на гранату з висмикнутою чекою.
Рештки Дмитра Денисова привезені до Дніпропетровська; попередньо ідентифікований за тестами ДНК.
Похований як тимчасово невстановлений Герой на Краснопільському цвинтарі (Дніпро).
27 червня 2016 року офіційно визнаний загиблим.

## Нагороди і вшанування
- За особисту мужність, виявлену у захисті державного суверенітету та територіальної цілісності України, самовіддане виконання військового обов'язку нагороджений орденом Богдана Хмельницького III ст. (10.04.2017, посмертно)[2].
- Його портрет розміщений на меморіалі «Стіна пам'яті полеглих за Україну» у Києві: секція 3, ряд 5, місце 40
- Вшановується 29 серпня на щоденному ранковому церемоніалі вшанування українських захисників, які загинули цього дня у різні роки внаслідок російської збройної агресії[3]